# Max Jean
Max Remi Jean (* 27. Juli 1943 in Marseille) ist ein ehemaliger französischer Automobilrennfahrer.

## Karriere
Jean verbrachte einen großen Teil seiner Rennsport-Karriere in der französischen Formel Ford, die er 1968 auch als Gesamtsieger abschließen konnte. 1970 wechselte er zu Tecno in die Formel 3.
1971 bekam er dank seines Sponsors, dem Schmiermittelhersteller Motul, die Chance für das Team Frank Williams Racing Cars in einem March 701 bei seinem Heim-Grand-Prix auf dem Circuit Paul Ricard anzutreten. Von Startplatz 22 in Rennen gehend kam er mit neun Runden Rückstand auf Sieger Jackie Stewart ins Ziel.
Dieser Einsatz sollte auch sein letztes Formel-1-Rennen bleiben. In den folgenden Jahren fuhr Jean unter anderem in der Formel 2 und Formel 3, unter anderem für das Martini-Team.
Sein Name wird in einigen Quellen auch mit Jean Max angegeben.

## Statistik

### Le-Mans-Ergebnisse
| Jahr | Team         | Fahrzeug  | Teamkollege   | Platzierung | Ausfallgrund |
| ---- | ------------ | --------- | ------------- | ----------- | ------------ |
| 1968 | André Moynet | Moynet XS | René Ligonnet | Ausfall     | Ölpumpe      |

### Einzelergebnisse in der Sportwagen-Weltmeisterschaft
| Saison | Team         | Rennwagen | 1   | 2   | 3   | 4   | 5   | 6   | 7   | 8   | 9   | 10  |
| ------ | ------------ | --------- | --- | --- | --- | --- | --- | --- | --- | --- | --- | --- |
| 1968   | André Moynet | Moynet XS | DAY | SEB | BRH | MON | TAR | NÜR | SPA | WAT | ZEL | LEM |
| 1968   | André Moynet | Moynet XS |     |     |     |     |     |     | DNF |     |     |     |